# 弗拉维王朝
弗拉维王朝（69年—96年）是罗马帝国的一个王朝，上接四帝内乱期，下启安敦尼王朝，由維斯帕先皇帝开创，结束于圖密善，历经3个皇帝的统治。
68年，羅馬帝國暴君尼禄被推翻后，罗马局势陷入混乱，仅在69年一年中，就更換4个皇帝（史稱“四帝之年”），最後由軍人韦帕芗击败各方势力，登上帝位。
弗拉維王朝的君主與奧古斯都並沒有血緣關係，但由於羅馬歷經了一連串的混亂與動盪，韋帕薌上台後積極與元老院合作，改革內政，重建了當時混亂的經濟秩序，所以受到當時百姓熱烈的擁戴與歡迎。79年，韋帕薌死後，其子提圖斯繼任為皇帝，施政亦寬大和諧，尊重人民財產，死後被元老院冠上「神聖的提圖斯」的封號。
但繼任的圖密善一反其父兄的作法，偏重擴張軍力及司法威信，而對於百姓則嚴苛殘酷，他執政的中後期開始對元老院採取敵視的態度，逐漸引起皇室及貴族的恐慌。96年9月18日，圖密善在寝宫卧室被侍從及管家刺杀身亡，隨後来自意大利半岛的涅尔瓦被元老院推举為皇帝，弗拉维王朝至此结束。

## 君主
- 維斯帕先 （在位期間：69年—79年）
- 提圖斯 （在位期間：79年—81年）
- 圖密善 （在位期間：81年—96年）

| 前任： 四帝之年 | 弗拉维王朝 公元69年-公元96年 | 繼任： 安東尼王朝 |